# Przełęcz Rozdziele
Przełęcz Rozdziele (ok. 480 m) – przełęcz w Beskidzie Wyspowym. Znajduje się w miejscowości Rozdziele i oddziela Łopusze Zachodnie (661 m) od grzbietu Kamionna (801 m) – Cuba (596 m). Przez przełęcz tę biegnie droga wojewódzka nr 965 z Zielonej przez Bochnię do Limanowej. Przełęcz Rozdziele znajduje się tuż przy skrzyżowaniu tej drogi z lokalną drogą przez Rozdziele. W rejonie przełęczy znajduje się budynek szkoły podstawowej w Rozdzielu. Powyżej przełęczy Rozdziele droga nr 965 stromo wspina się na znajdującą się ok. 200 m dalej i wyżej położoną Przełęcz Widomą (535 m).
Spod przełęczy Rozdziele w przeciwne strony spływają dwa potoki: we wschodnim kierunku potok Rozdzielec, zaś w zachodnim Sanka. Rejon przełęczy jest bezleśny, zajęty przez pola i zabudowania miejscowości Rozdziele. Przebiega tędy szlak turystyki pieszej i rowerowej. Przełęcz Rozdziele nie jest specjalnie widokowa; widoki ograniczają się tylko do dolin potoków Rozdzielec i Sanka. Znacznie bardziej natomiast widokowa jest wyżej położona przełęcz Widoma.

## Szlaki turystyczne
pieszy: Bochnia – Nowy Wiśnicz – Kamień-Grzyb – Paprotna (obok Kamieni Brodzińskiego) – Rajbrot – Łopusze – Przełęcz Rozdziele – Widoma – góra Kamionna – Pasierbiecka Góra – Tymbark.
 szlak rowerowy z Żegociny przez przełęcze Rozdziele i Widoma drogą wzdłuż niebieskiego szlaku turystyki pieszej. W lesie na wschodnich zboczach Kamionnej szlak skręca z niej na prawo, by wkrótce połączyć się z żółtym szlakiem turystyki pieszej do Żegociny.

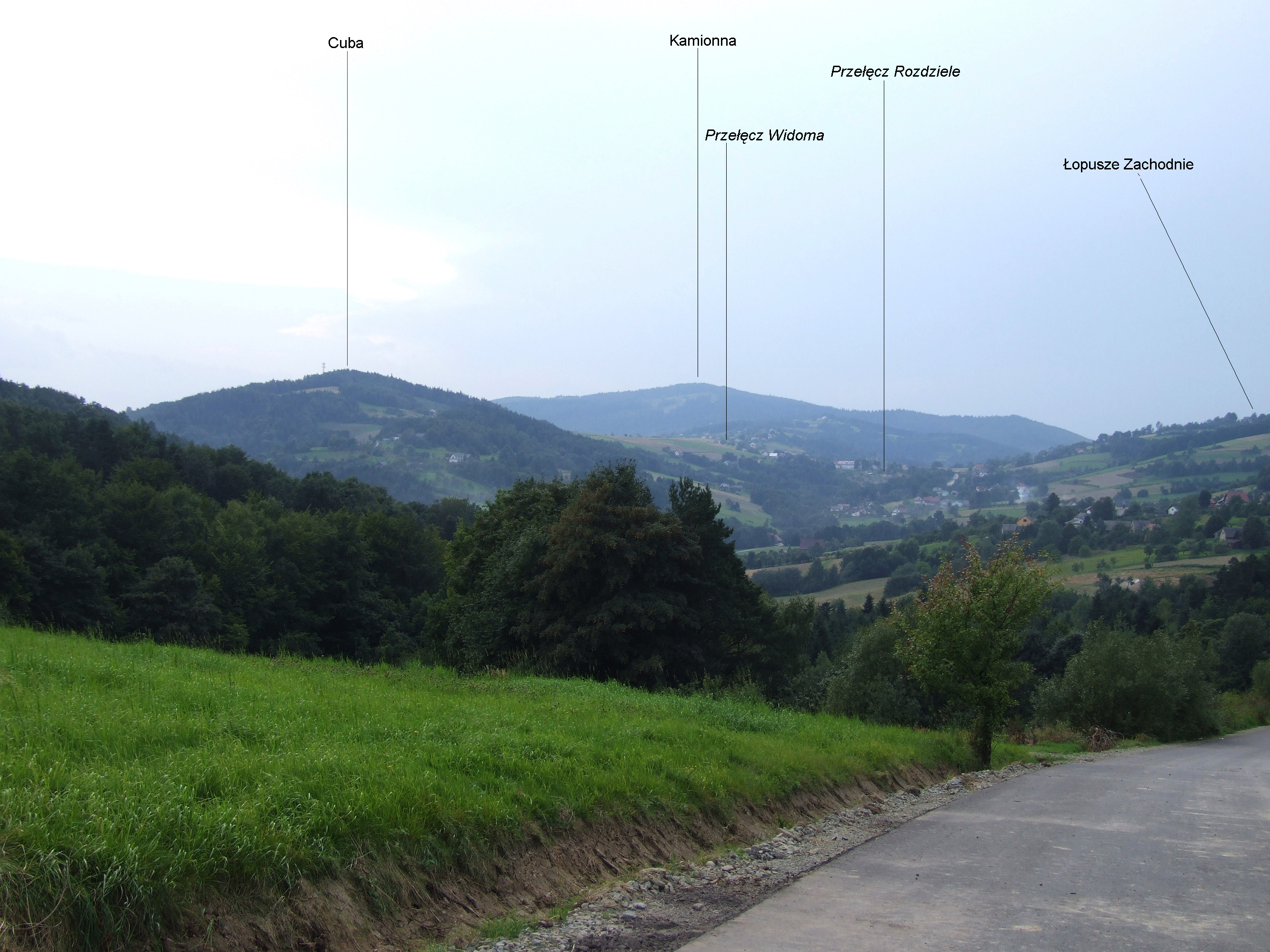
Widok z Kamionki Małej
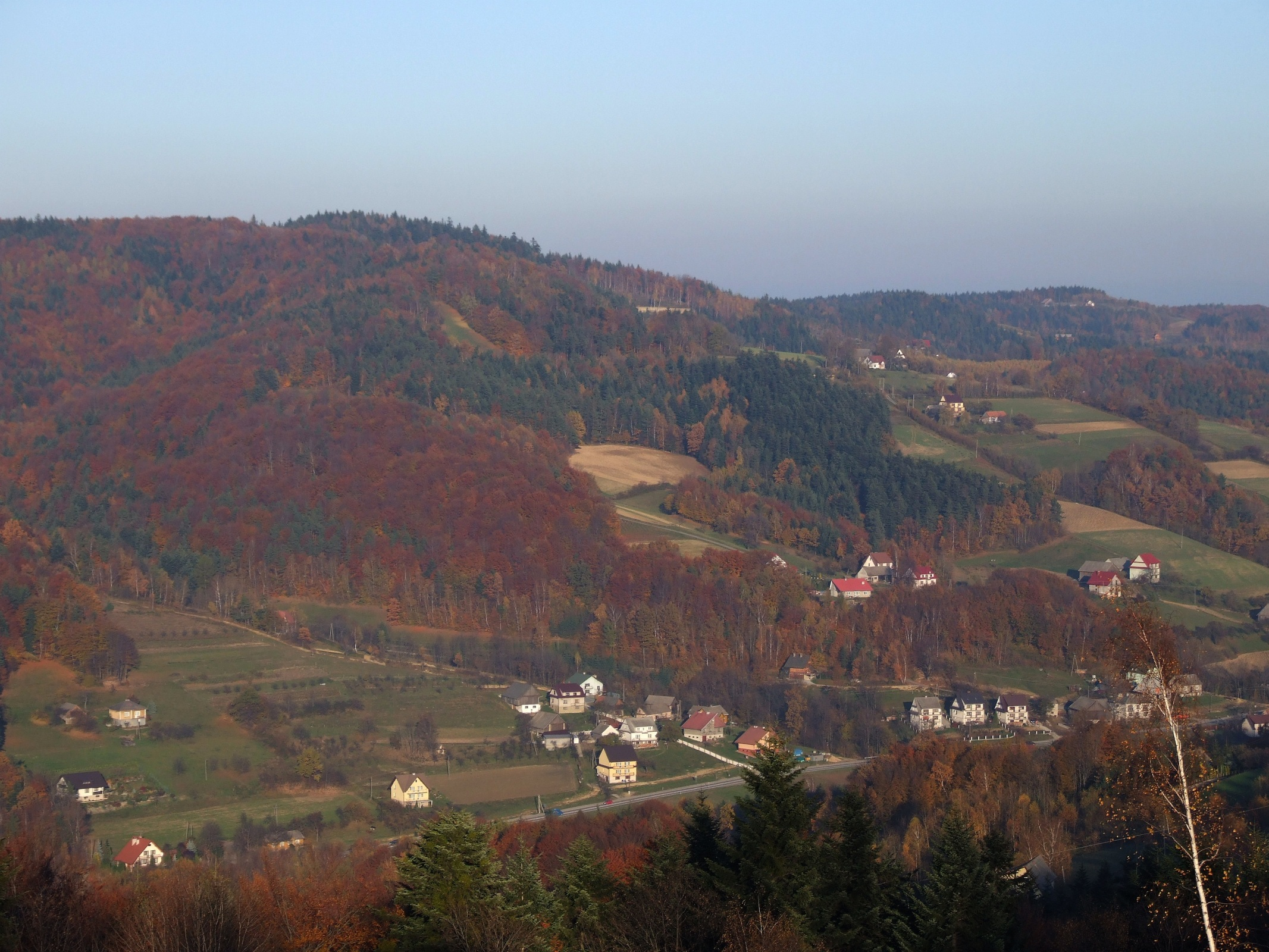
Okolice przełęczy Rozdziele